# Gibraltar Football League 2025-26
La Gibraltar Football League 2025-26 es la séptima edición de la Gibraltar National League y la cuarta con el nombre de la Gibraltar Football League. La temporada comenzó el 15 de agosto de 2025 y finalizará el 26 de mayo de 2026.
El Lincoln Red Imps es el campeón defensor.

## Sistema de competición
La temporada 2025-26 cambio el formato utilizado el año anterior, los clubes deberán jugar una ronda de partidos antes de dividirse, los equipos jugarán entre sí en dos vueltas por un total de 22 partidos esta temporada. Después de la segunda ronda de partidos, los 6 primeros ingresaron al Grupo Campeonato, donde cada equipo jugará entre en una vuelta para decidir el campeón de la liga. Mientras que el Grupo Desafío continúa suprimido.
El primer clasificado del Grupo campeonato se clasificará a la primera ronda de la Liga de Campeones de la UEFA 2026-27. Mientras que el segundo clasificado clasificará a la primera ronda de la Liga Conferencia de la UEFA 2026-27.
Un segundo cupo para la Liga Conferencia de la UEFA 2026-27 le será asignado al campeón de la Rock Cup 2025-26.

## Clubes participantes
| Equipo           | Entrenador        | Capitán             | Marca    |
| ---------------- | ----------------- | ------------------- | -------- |
| Bruno's Magpies  | Terence Jolley    | Paco Zúñiga         | Macron   |
| College 1975     | Óscar León        | Jamie-Luke McCarthy | Joma     |
| Europa           | Michele Di Piedi  | Antonio Bello       | Kappa    |
| Europa Point     | Brandon Mora      | Martin Falkeborn    | Custimoo |
| Glacis United    | Michael Bakare    | Julio Bado          | Macron   |
| Hound Dogs       | Ryan McCarthy     | Jarvis Bautista     | —        |
| Lincoln Red Imps | Javi Muñoz        | Roy Chipolina       | Givova   |
| Lions Gibraltar  | David Wilson      | Shea Breakspear     | VX3      |
| Lynx             | Yiyi Pérez        | Jesse Victory       | Joma     |
| Manchester 62    | Jamie McDonough   | Joseph Chipolina    | Joma     |
| Mons Calpe       | Juan Marí Sánchez | Jesús Ayala         | Givova   |
| St. Joseph's     | Abraham Paz       | Juanma González     | Legea    |

## Temporada regular

### Clasificación
| Pos. | Equipo           | Pts. | PJ | G | E | P | GF | GC | Dif. | Clasificación 2025-26 |
| ---- | ---------------- | ---- | -- | - | - | - | -- | -- | ---- | --------------------- |
| 1    | St. Joseph's     | 3    | 1  | 1 | 0 | 0 | 6  | 0  | +6   | Grupo Campeonato      |
| 2    | Mons Calpe       | 3    | 1  | 1 | 0 | 0 | 5  | 0  | +5   | Grupo Campeonato      |
| 3    | Lynx             | 3    | 1  | 1 | 0 | 0 | 3  | 2  | +1   | Grupo Campeonato      |
| 4    | Bruno's Magpies  | 0    | 0  | 0 | 0 | 0 | 0  | 0  | 0    | Grupo Campeonato      |
| 5    | Europa           | 0    | 0  | 0 | 0 | 0 | 0  | 0  | 0    | Grupo Campeonato      |
| 6    | Hound Dogs       | 0    | 0  | 0 | 0 | 0 | 0  | 0  | 0    | Grupo Campeonato      |
| 7    | Lincoln Red Imps | 0    | 0  | 0 | 0 | 0 | 0  | 0  | 0    |                       |
| 8    | Lions Gibraltar  | 0    | 0  | 0 | 0 | 0 | 0  | 0  | 0    |                       |
| 9    | Manchester 62    | 0    | 0  | 0 | 0 | 0 | 0  | 0  | 0    |                       |
| 10   | Glacis United    | 0    | 1  | 0 | 0 | 1 | 2  | 3  | −1   |                       |
| 11   | College 1975     | 0    | 1  | 0 | 0 | 1 | 0  | 5  | −5   |                       |
| 12   | Europa Point     | 0    | 1  | 0 | 0 | 1 | 0  | 6  | −6   |                       |

Actualizado a los partidos jugados el 17 de agosto de 2025.
 Fuente: Soccerway
Criterios de clasificación: Enfrentamientos directos · Diferencia de goles en enfrentamientos directos · Diferencia de goles · Goles a favor · Partido de desempate

### Resultados
| Local \ Visitante | BRU | COL | EUR | EPO | GLA | HOU | LRI | LGB | LYN | MAN | MNC | STJ |
| ----------------- | --- | --- | --- | --- | --- | --- | --- | --- | --- | --- | --- | --- |
| Bruno's Magpies   | —   |     |     |     |     |     |     |     |     |     |     |     |
| College 1975      |     | —   |     |     |     |     |     |     |     |     | 0–5 |     |
| Europa            |     |     | —   |     |     |     |     |     |     |     |     |     |
| Europa Point      |     |     |     | —   |     |     |     |     |     |     |     |     |
| Glacis United     |     |     |     |     | —   |     |     |     | 2–3 |     |     |     |
| Hound Dogs        |     |     |     |     |     | —   |     |     |     |     |     |     |
| Lincoln Red Imps  |     |     |     |     |     |     | —   |     |     |     |     |     |
| Lions Gibraltar   |     |     |     |     |     |     |     | —   |     |     |     |     |
| Lynx              |     |     |     |     |     |     |     |     | —   |     |     |     |
| Manchester 62     |     |     |     |     |     |     |     |     |     | —   |     |     |
| Mons Calpe        |     |     |     |     |     |     |     |     |     |     | —   |     |
| St. Joseph's      |     |     |     | 6–0 |     |     |     |     |     |     |     | —   |